# Вильке, Марина
Марина Вильке (нем. Marina Wilke; род. 28 февраля 1958, Берлин), в замужестве Ерлинг (нем. Jährling) — немецкая гребчиха, рулевая, выступавшая за сборную ГДР по академической гребле во второй половине 1970-х годов. Двукратная олимпийская чемпионка, дважды чемпионка мира, победительница многих регат национального и международного значения.

## Биография
Марина Вильке родилась 28 февраля 1958 года в Берлине. Проходила подготовку в столичном спортивном клубе «Берлин-Грюнау».
Первого серьёзного успеха на взрослом международном уровне добилась в сезоне 1975 года, когда вошла в основной состав восточногерманской национальной сборной и в программе распашных рулевых восьмёрок одержала победу на чемпионате мира в Ноттингеме.
Благодаря череде удачных выступлений удостоилась права защищать честь страны на летних Олимпийских играх 1976 года в Монреале — здесь со своей командой так же показала в восьмёрках лучший результат и стала олимпийской чемпионкой.
В 1977 году заняла первое место в распашных четвёрках на чемпионате мира в Амстердаме.
В 1978 году побывала на мировом первенстве в Карапиро, откуда привезла награду серебряного достоинства, выигранную в восьмёрках — в решающем финальном заезде уступила команде СССР.
На чемпионате мира 1979 года в Бледе вновь стала серебряной призёркой в восьмёрках, снова проиграв в финале советским гребчихам.
Находясь в числе лидеров гребной команды ГДР, благополучно прошла отбор на Олимпийские игры 1980 года в Москве — здесь вновь была лучшей среди восьмёрок, став таким образом двукратной олимпийской чемпионкой.
За выдающиеся спортивные достижения в 1976 и 1980 годах награждалась орденом «За заслуги перед Отечеством» в серебре.
Была замужем за немецким гребцом Харальдом Ерлингом, так же двукратным олимпийским чемпионом. Их сын Роб Ерлинг, родившийся в Аргентине в 1974 году, пошёл по стопам родителей, тоже добился больших успехов в академической гребле, но выступал за сборную Австралии, завоевав серебро в восьмёрках на Олимпийских играх 2000 года. После окончания карьеры гребца Роб стал инвестиционным банкиром, работал в Австралии Гонконге.